# Elezioni presidenziali in Lituania del 2002-03
Le elezioni presidenziali in Lituania del 2002-03 si tennero il 2 dicembre (primo turno) e il 5 gennaio 2003 (secondo turno); videro la vittoria di Rolandas Paksas, sostenuto dal Partito dei Democratici Liberali, che sconfisse il presidente uscente Valdas Adamkus, indipendente.

## Risultati
| Rolandas Paksas         | Partito dei Democratici Liberali      | 284 559   | 19,66 | 777 769   | 54,71 |  |  |  |
| Valdas Adamkus          | Indipendente                          | 514 154   | 35,53 | 643 870   | 45,29 |  |  |  |
| Artūras Paulauskas      | Nuova Unione (socioliberali)          | 120 238   | 8,31  |           |       |  |  |  |
| Vytautas Šerėnas        | Indipendente                          | 112 215   | 7,75  |           |       |  |  |  |
| Vytenis Andriukaitis    | Partito Socialdemocratico di Lituania | 105 584   | 7,30  |           |       |  |  |  |
| Kazimira Prunskienė     | Partito dei Contadini di Lituania     | 72 925    | 5,04  |           |       |  |  |  |
| Juozas Petraitis        | Indipendente                          | 54 139    | 3,74  |           |       |  |  |  |
| Eugenijus Gentvilas     | Unione dei Liberali di Lituania       | 44 562    | 3,08  |           |       |  |  |  |
| Julius Veselka          | Indipendente                          | 32 293    | 2,23  |           |       |  |  |  |
| Algimantas Matulevičius | Indipendente                          | 32 137    | 2,22  |           |       |  |  |  |
| Kazys Bobelis           | Democratici Cristiani di Lituania     | 27 613    | 1,91  |           |       |  |  |  |
| Vytautas Matulevičius   | Indipendente                          | 26 888    | 1,86  |           |       |  |  |  |
| Kęstutis Glaveckas      | Indipendente                          | 7 554     | 0,52  |           |       |  |  |  |
| Vytautas Šustauskas     | Indipendente                          | 5 372     | 0,37  |           |       |  |  |  |
| Vytautas Bernatonis     | Indipendente                          | 3 546     | 0,25  |           |       |  |  |  |
| Algirdas Pilvelis       | Indipendente                          | 2 074     | 0,14  |           |       |  |  |  |
| Rimantas Jonas Dagys    | Indipendente                          | 1 264     | 0,09  |           |       |  |  |  |
| Totale                  | Totale                                | 1 447 117 | 100   | 1 421 639 | 100   |  |  |  |
|                         |                                       |           |       |           |       |  |  |  |
| Voti non validi         | Voti non validi                       | 19 419    | 1,32  | 14 683    | 1,02  |  |  |  |
| Votanti                 | Votanti                               | 1 466 536 | 53,92 | 1 436 322 | 52,65 |  |  |  |
| Elettori                | Elettori                              | 2 719 608 |       | 2 727 805 |       |  |  |  |